# Anno uno
Anno uno is een Italiaanse dramafilm uit 1974 onder regie van Roberto Rossellini. Het scenario is gebaseerd op het leven van de Italiaanse politicus Alcide De Gasperi.

## Verhaal
Al tijdens de Duitse bezetting van Italië denken antifascistische groeperingen na over de politieke toekomst van hun land. Alcide De Gasperi zal uitgroeien tot de leider van de christendemocraten. Na de oorlog zal hij zich inzetten voor de wederopbouw van Italië.

## Rolverdeling
| Acteur                | Personage                  |
| --------------------- | -------------------------- |
| Luigi Vannucchi       | Alcide De Gasperi          |
| Dominique Darel       | Romana De Gasperi          |
| Rita Calderoni        | Journalist                 |
| Valeria Sabel         | Francesca De Gasperi       |
| Gianni Rizzo          | Turijnse treindienstleider |
| Carlo Bagno           | Milanese Communist         |
| Omero Antonutti       | Communist                  |
| Ennio Balbo           | Nenni                      |
| Tino Bianchi          | Togliatti                  |
| Paolo Bonacelli       | Amendola                   |
| Ettore Carloni        | Arts                       |
| Consalvo Dell'Arti    | Bonomi                     |
| Laura De Marchi       | Laura                      |
| Francesco Di Federico | Saragat                    |